# Lituà
El lituà (lietuvių kalba) és una llengua bàltica (amb el letó, són els dos darrers membres d'aquesta família) parlada per uns tres milions de persones, 2,8 milions dels quals a Lituània. És llengua oficial a Lituània i també a la Unió Europea arran de l'adhesió d'aquest país l'1 de maig de 2004.
Sembla que el lituà és una de les llengües indoeuropees que menys ha evolucionat des del teòric protoindoeuropeu i és, per tant, una de les més estudiades pels lingüistes.

## Història
| «                  | Qualsevol que vulgui sentir com parlaven els indoeuropeus hauria d'anar a escoltar un pagès lituà | » |
| — Antoine Meillet, |                                                                                                   |   |

Entre les llengües indoeuropees, el lituà és la llengua que més conserva en la seva gramàtica i fonologia, característiques arcaiques que només es troben en llengües antigues com el sànscrit (particularment la seva forma antiga, el sànscrit vèdic) o com el grec antic. Per tant, és una font important per a la reconstrucció de la llengua protoindoeuropea malgrat la seva tardana acreditació (amb els primers textos que daten només cap a l'any 1500 dC, mentre que el grec antic va ser escrit per primera vegada uns tres mil anys abans, cap al 1450 aC).

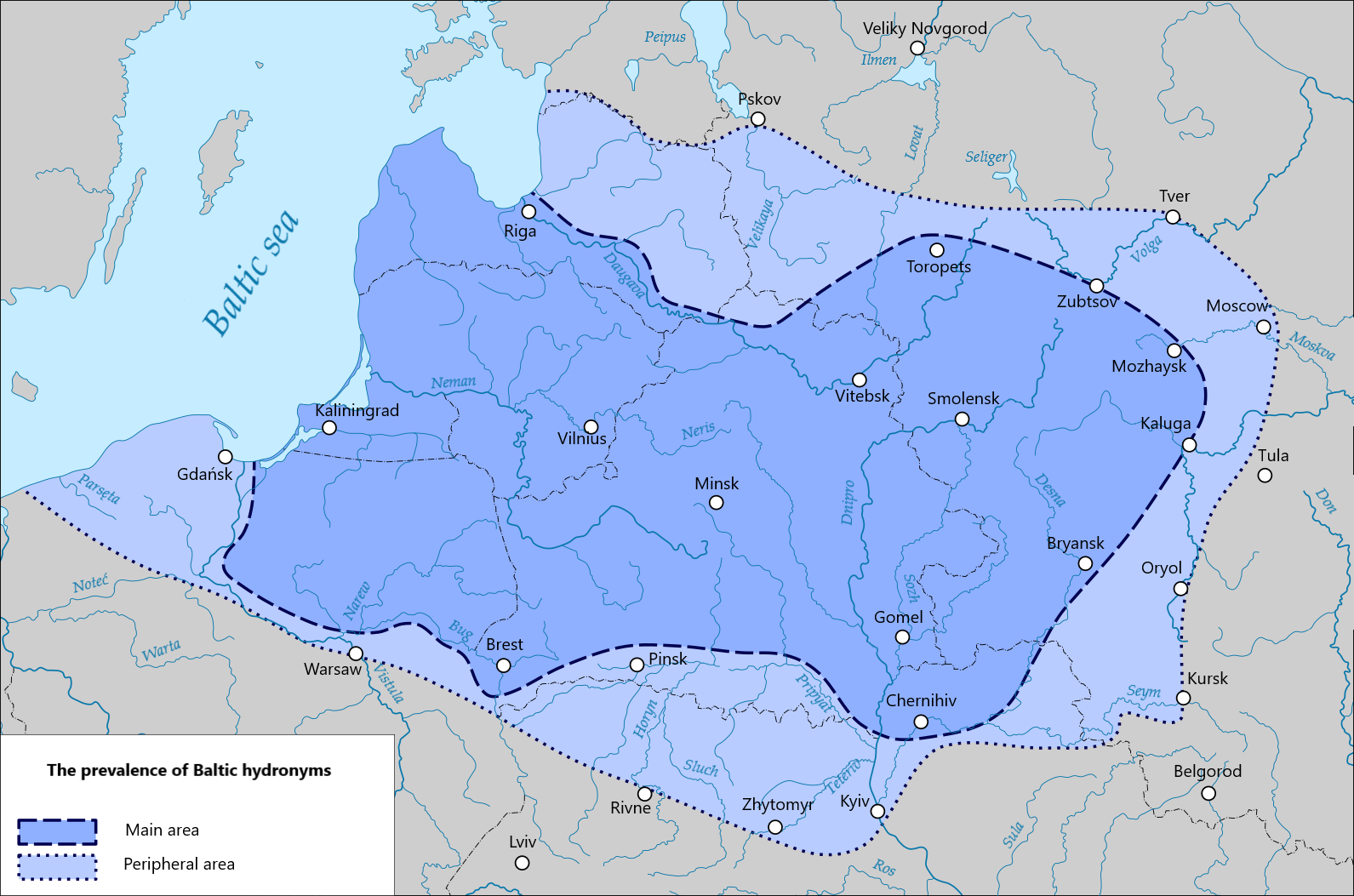
Mapa de l'extensió dels hidrònims d'origen bàltic

Segons els hidrònims d'origen bàltic, les llengües bàltiques es parlaven en una gran àrea a l'est de la mar Bàltica, i cap al 1000 aC tenia dues unitats lingüístiques: l'occidental i l'oriental. El geògraf grec Ptolemeu ja va escriure sobre dues tribus/nacions bàltiques pel seu nom, els Galinds (Γαλίνδαι) i els Sudovis (Σουδινοί), al segle ii. El lituà es va originar a partir del subgrup bàltic oriental i va romandre gairebé sense canvis fins al voltant de l'1 dC, però al voltant del 500 dC la llengua de la part nord dels bàltics orientals va ser influenciada per les llengües baltoineses, que van alimentar el desenvolupament de canvis de la llengua del bàltic meridional (vegeu: Latgalià, el qual es va convertir al letó, i en els extingits curonià, el semigalià i el selià). La llengua del bàltic meridional va ser menys influenciada per aquest procés i va conservar moltes de les seves característiques més antigues, que van formar el lituà. D'acord amb una recerca glotocronològica, les llengües del bàltic oriental es van separar de les del bàltic occidental entre el 400 aC i el 600 aC.

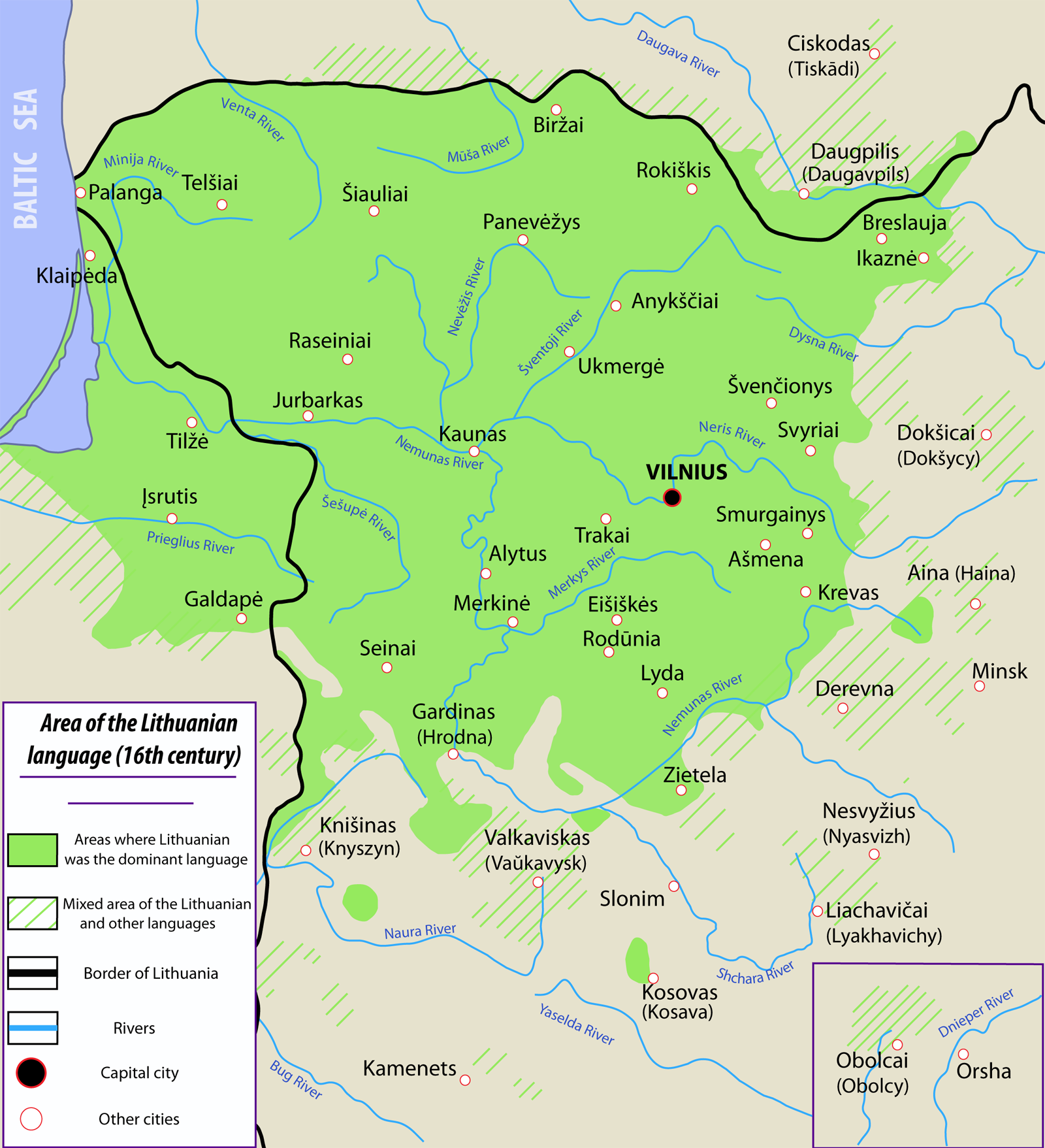
Àrees on es parlava lituà al segle XVI

La diferenciació entre el lituà i el letó va començar després del 800 dC; durant un llarg període, es podrien considerar dialectes d'una sola llengua. Com a mínim, van existir dialectes de transició fins al segle XIV o XV i potser fins al segle XVII. L'orde militar alemanya dels Germans Livonians de l'Espasa van ocupar la part occidental de la conca del riu Daugava, que va resultar en la colonització del territori de la moderna Letònia (en aquella època anomenada Terra Mariana) per colons alemanys. Això va tenir una influència significativa en el desenvolupament independent de la llengua a causa d'aquesta germanització (vegeu també: alemanys bàltics).
Va haver-hi una fascinació pel poble lituà i la seva llengua entre els investigadors de finals del segle XIX, i el filòleg Isaac Taylor va escriure el següent en el seu llibre L'origen dels aris(1892): "Així sembla que els lituans tenen la millor candidatura de representar la raça ària primitiva, ja que la seva llengua mostra menys d'aquests canvis fonètics, i d'aquelles pèrdues gramaticals que són conseqüència de l'adquisició d'una llengua estrangera."
Inicialment, el lituà era una llengua parlada al Gran Ducat de Lituània i al Ducat de Prússia, mentre que el l'aparició de l'escriptura lituana possiblement s'associa amb la introducció del cristianisme a Lituània quan Mindaugas va ser batejat i coronat rei de Lituània el 1250-1251. Es creu que unes oracions religioses van ser traduïdes al dialecte local del lituà pels monjos franciscans durant el baptisme de Mindaugas, però cap dels escrits del baptisme ha sobreviscut. La primera paraula lituà registrada, que es va informar que es va dir el 24 de desembre de 1207 a partir de la crònica d'Enric de Livònia, va ser Ba, una interjecció d'un lladre lituà després de ser interrogat per haver intenat saquejar una església livoniana
Tot i que no han sobreviscut escrits en lituà des del segle XV o abans, el lituà (llatí: Lingwa Lietowia) va ser esmentat com una de les llengües europees parlades per participants del Concili de Constança el 1414-1418.
Inicialment, el llatí i l'eslau eclesiàstic eren les principals llengües escrites de l'administració del Gran Ducat de Lituània, però a finals del segle xvii – segle XVIII l'eslau eclesiàstic va ser substituït pel polonès. No obstant això, el lituà era una llengua parlada dels governants medievals de Lituània de la dinastia dels Gediminids i les seves branques cadet: les dinasties Kststutai.iai i Jagielló. Durant la cristianització de Samogítia, cap dels clergues, que van arribar a Samogítia, va ser capaç de comunicar-se amb els nadius, per la qual cosa el mateix Jogaila va ensenyar als samogitians sobre el catolicisme; per tant, va ser capaç de comunicar-se en el dialecte samogitià del lituà. Poc després Vitautas el Gran va escriure en la seva carta de l'11 de març de 1420 a Segimon I del Sacre Imperi Romanogermànic, que el lituà i el samogitià són la mateixa llengua.
L'ocupació soviètica de Lituània del 1940, l'ocupació alemanya de Lituània el 1941, i finalment la reocupació soviètica de Lituània el 1944, va portar a la conversió de la República de Lituània independent a la República Socialista Soviètica de Lituània dins de la Unió Soviètica. Les autoritats soviètiques van introduir el bilingüisme lituà-rus. No obstant això, el rus, com a llengua oficial de facto de l'URSS, tenia precedència sobre el lituà i l'ús del lituà va quedar bastant reduit; la població lituana i la seva llengua van patir un procés de russificació. A més, molts treballadors russòfons, especialistes i professors d'educació superior van emigrar a la RSS de Lituània (migració alimentada per la industrialització a la Unió Soviètica). En conseqüència, el rus va entrar en ús en les institucions estatals, el Comitè Central del Partit Comunista de Lituània (el 1948, hi havia 22.000 membres del Partit Comunista en la RSS de Lituània, el 80% dels quals eren russos), ràdio i televisió (61–74% de les emissions en la RSS de Lituània eren en rus el 1970). Els lituans van resistir passivament la russificació evitant l'ús del rus.
El 18 de novembre de 1988, el Soviet Suprem de la RSS de Lituània va restaurar el lituà com a llengua oficial de Lituània a causa de la pressió del moviment independentista Sąjūdis i la societat lituana en general.
L'11 de març de 1990, la Declaració de Restabliment de l'Estat de Lituània va ser aprovada pel Consell Suprem de la República de Lituània. El lituà va ser reconegut com a única llengua oficial de Lituània en la Llei Bàsica Provisional (en lituà: Laikinasis Pagrindinis Įstatymas) i la Constitució de Lituània, que va ser aprovada el 25 d'octubre de 1992 durant el referèndum constitucional lituà.

## Localització geogràfica dels locutors
| Parlat a | Nombre de locutors | Nombre de locutors | Nombre de locutors |
| - Lituània - Rússia - Letònia - Polònia - Espanya - Kazakhstan - Belarús - Austràlia - Estònia - Uzbekistan - Tadjikistan - Kirguizstan - Suècia - Turkmenistan | - 2.998.825 el 2002 - 70.000 - 35.000 - 30.000 - 20.000 - 10.964 - 10.031 - 10 000 - 1 601 - 1 040 - 472 - 430 - 310 - 224 | - 2.998.825 el 2002 - 70.000 - 35.000 - 30.000 - 20.000 - 10.964 - 10.031 - 10 000 - 1 601 - 1 040 - 472 - 430 - 310 - 224 | - 2.998.825 el 2002 - 70.000 - 35.000 - 30.000 - 20.000 - 10.964 - 10.031 - 10 000 - 1 601 - 1 040 - 472 - 430 - 310 - 224 |

## Els dialectes lituans
El lituà consta de dos dialectes (en lituà tarmės): l'aukštaičių (al centre i a l'est de l'estat) i el zemaičių/zemaitiu (samoguitià, a l'oest). Hi ha diferències significatives entre el lituà estàndard i el samoguitià. El dialecte samoguitià modern es va formar durant els segles xiii i xvi influenciat per la llengua curoniana.
Aquests dialectes lituans es divideixen en subdialectes (patarmės). Tots dos dialectes tenen 3 subdialectes. El samoguitià té una varietat oriental, una de septentrional i una altra de meridional; l'aukštaitià presenta un grup occidental (suvalkiečiai), un de meridional (dzūkai) i un altre d'oriental. Òbviament cada subdialecte es divideix després en varietats més reduïdes: els parlars (šnektos).
El lituà estàndard es fonamenta essencialment sobre els dialectes aukštaitians occidentals.

## Alfabet
Com moltes llengües indoeuropees, el lituà empra un alfabet llatí modificat, que consta de 32 lletres:

### Vocals
| Majúscules | A    | Ą  | E    | Ę  | Ė  | I | Į  | Y  | O    | U | Ų  | Ū  |
| Minúscules | a    | ą  | e    | ę  | ė  | i | į  | y  | o    | u | ų  | ū  |
| AFI        | ɐ ɐː | ɐː | æ æː | æː | eː | i | iː | iː | oː o | u | uː | uː |

### Consonants
| Majúscules | B | C | Č | D | F | G | H | J | K | L | M | N | P | R | S | Š | T | V | Z | Ž |
| Minúscules | b | c | č | d | f | g | h | j | k | l | m | n | p | r | s | š | t | v | z | ž |
| AFI        | b | ʦ | ʧ | d | f | ɡ | ɣ | j | k | l | m | n | p | r | s | ʃ | t | ʋ | z | ʒ |

## Gramàtica
El lituà és una llengua flexiva, en què les relacions entre les parts de l'oració i les seves funcions s'expressen per nombroses flexions.
Hi ha dos gèneres, el masculí (draugas, amic) i el femení (draugė, amiga). No hi ha neutre, tot i que hi ha algunes formes que deriven d'un gènere neutre primitiu, sobretot adjectius atributius. Tenen un accent lèxic lliure i mòbil, caracteritzats per un accent entonatiu.
Té cinc declinacions per als substantius: tres per als adjectius i tres conjugacions verbals. Tots els verbs tenen present, passat, passat iteratiu i futur d'indicatiu, mode subjuntiu (o condicional) i mode imperatiu (ambdós sense distinció de temps), així com infinitiu.
Aquestes formes, excepte l'infinitiu, són conjugatives, i tenen dues persones del singular, dues del plural i una forma de tercera persona comuna per a ambdós nombres. El lituà té el sistema de participis més ric de totes les llengües indoeuropees, i té participis derivats de tots els temps amb diferents formes actives i passives, i diverses formes del gerundi. Els substantius i altres paraules declinables tenen set casos: nominatiu, genitiu, datiu, acusatiu, instrumental, locatiu i vocatiu.
En els textos lituans més antics podem trobar tres varietats addicionals del cas locatiu: l'il·latiu, l'adhesiu i l'adlatiu. El més comú és l'il·latiu, que encara sobreviu en la llengua estàndard, en algunes expressions. Els altres dos casos estan pràcticament extints.
La primera gramàtica prescriptiva de lituà fou escrita en llatí per Daniel Klein i fou publicada a Kaliningrad l'any 1653.
El primer Compendi de la llengua lituana fou publicat l'any 1856/57 per August Schleicher, professor de la Universitat de Praga.

## Pare Nostre
El Pare Nostre en lituà.
Tėve Mūsų, kuris esi dangujè!

Teesie šveñtas tàvo vardas,

Teateinie tàvo karalystė,

Teesie tàvo valià

Kaip danguje, taip ir žemėje.

Kasdienės mūsų dúonos dúok mùms šiañdien

Ir atlèisk mums mūsų kaltès,

kaip ir mes atleidžiame sàvo kaltiniñkams.

Ir neléisk musu gùndyti,

bèt gélbėk mùs nuo pikto. Amen.